# Gyaman
v. 1450 – 1895
Gyamen (également orthographié Jamang, Gyaaman) est un État médiéval akan qui se situe dans l'actuelle région de Bono au Ghana et en Côte d'Ivoire. Gyamen est fondée par le peuple Bono, une branche des Akan, à la fin du XVe siècle. Les Bono ont ensuite conquis les Kulangos, Nafanas, Ligbis et d'autres groupes ethniques de la région.
Avant l'administration coloniale européenne à la fin du XIXe siècle, le roi Gyamen, connu sous le nom de Gyamenhene, siège à Amanvi, bien que le pouvoir soit réellement divisé entre quatre chefs provinciaux. 

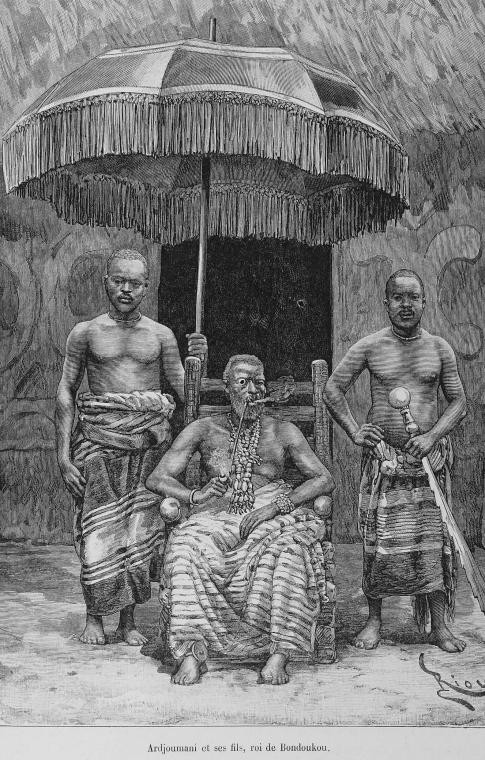
Le roi de Bondoukou avec ses fils en 1892.

L'économie est centrée sur la capitale Sampa et le bourg Dyula de Bonduku dans l'actuelle Côte d'Ivoire. Selon la légende, les symboles adinkra sont créés par le chef Kwadwo Agyemang Adinkra de Gyamen. Cependant, on attribue la création véritable à un artiste Bono portant le nom d'Adinkra bien avant l'époque de Kwadwo Adinkra,.
Au XIXe siècle, Gyamen est subjugué par l'Empire Ashanti. Elle retrouve son indépendance à la suite de la défaite des Ashanti face aux Britanniques. En 1888, le roi Gyamen Agyeman signe un traité de protectorat avec la France, mais les Français ne parviennent pas à y établir un poste avancé et laissent le royaume vulnérable à l'invasion de Samori en 1895. Les Français expulsent Samori en 1897, incorporant les régions occidentales de Gyamen dans l'Afrique occidentale française,.